# クビアカモモブトホソカミキリ
クビアカモモブトホソカミキリ Kurarua rhopalophoroides はカミキリムシ科の昆虫の1つ。細長い体で前胸が赤く、前翅は黒い。南日本に稀に知られる。

## 特徴
体長9-11mmの甲虫。地色は黒で、頭部の後方と前胸が橙赤色をしている他、前翅も基部が赤みを帯びる。前胸は僅かに縦長で、長さが幅の約1.1倍ある。触角は前翅の3/5に届く程度の長さで、稜はない。また触角の第3節が短く、第1節、第4節より短い。前翅は後方で幅広くなっている。歩脚は細く、特に腿節は細長く、基部側は細くて柄のようで、先端近くで急に膨らんで棍棒状となる。

## 生態など

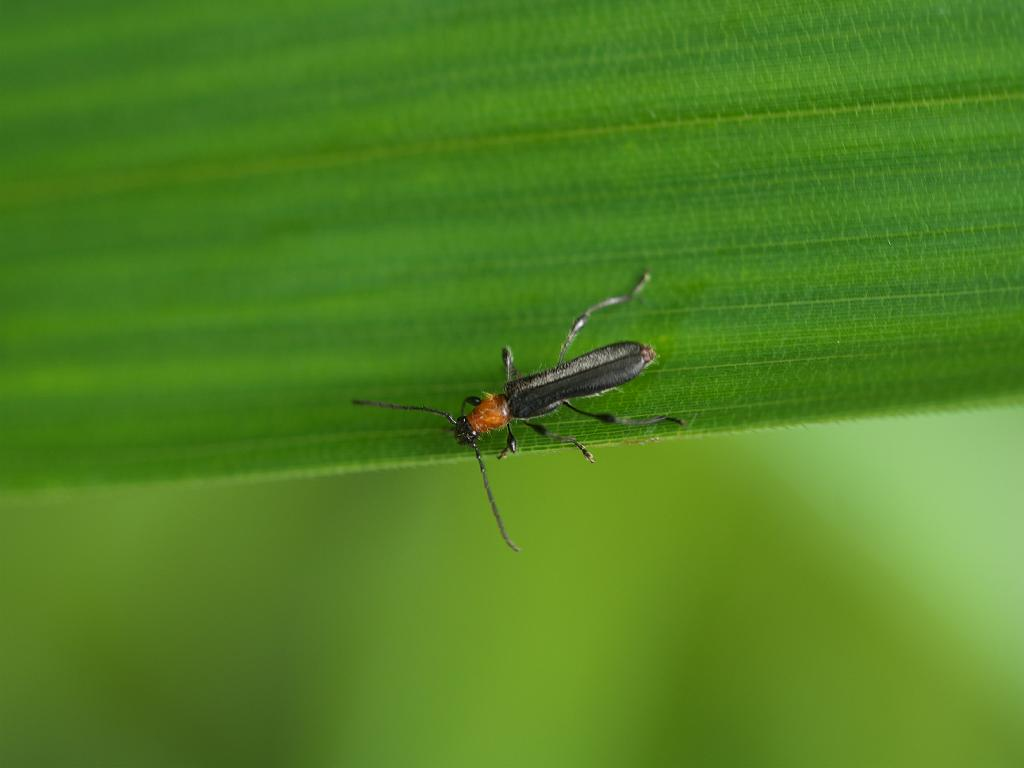
葉の上を歩いている様子

成虫は4-5月に出現し、カエデやカマツカなどの花に集まる。幼虫の寄主植物はソヨゴ、モチノキ、クロガネモチなど。また本種は単為生殖を行うことが知られている。日本では雌のみしか採集されない。

## 分布
本州では近畿地方以西、四国南部、九州北部と、他に対馬、種子島、屋久島から知られるが、分布は局所的で春日山や臥牛山など、一部地域を除いてはまれにしか見つからない。原生林を残すような暖帯樹林帯に点々と記録される。

## 近縁種
本属の昆虫はインドシナを中心に20種ばかりが知られ、日本には本種と以下のもう1種がある。
- チュウジョウクビアカモモブトホソカミキリ K. chujoi：本種に似るがやや小型で細身。日本では先島諸島と、それに台湾から知られている。